# Ruta del Sol 2007
De Ruta del Sol 2007, ook bekend onder de naam Vuelta a Andalucia, werd gehouden van 18 februari tot en met 22 februari in Andalusië. Het was de 53ste editie van deze meerdaagse etappekoers in het zuiden van Spanje. Aan het vertrek stonden 104 renners, van wie 88 coureurs de eindstreep in Antequera haalden. Óscar Freire won twee etappes en het eindklassement. De andere drie etappes werden gewonnen door Dario Cioni, Max van Heeswijk en Tom Boonen.

## Etappe-overzicht
| etappe | datum       | start              | finish    | afstand  | winnaar          | klassementsleider |
| ------ | ----------- | ------------------ | --------- | -------- | ---------------- | ----------------- |
| 1e     | 12 februari | Villa de Otura     | La Zubia  | 146,5 km | Dario Cioni      | Dario Cioni       |
| 2e     | 13 februari | Vegas del Genil    | Cazorla   | 156,6 km | Óscar Freire     | Dario Cioni       |
| 3e     | 14 februari | La Guardia de Jaén | Jaén      | 170,6 km | Max van Heeswijk | Dario Cioni       |
| 4e     | 15 februari | Cabra              | Córdoba   | 179,2 km | Tom Boonen       | Dario Cioni       |
| 5e     | 16 februari | Ecija              | Antequera | 170,9 km | Óscar Freire     | Óscar Freire      |

## Etappe-uitslagen

### 1e etappe
| rang | renner             | land      | tijd       |
| ---- | ------------------ | --------- | ---------- |
| 1    | Dario Cioni        | Italië    | 3u 31' 56" |
| 2    | Antton Luengo      | Spanje    | op 1"      |
| 3    | Óscar Freire       | Spanje    | op 5"      |
| 4    | Francisco Ventoso  | Spanje    | z.t.       |
| 5    | José Joaquín Rojas | Spanje    | z.t.       |
| 6    | Danilo Napolitano  | Italië    | z.t.       |
| 7    | Baden Cooke        | Australië | z.t.       |
| 8    | Koldo Fernández    | Spanje    | z.t.       |
| 9    | Francisco Mancebo  | Spanje    | z.t.       |
| 10   | Tadej Valjavec     | Slovenië  | z.t.       |

### 2e etappe
| rang | renner              | land       | tijd       |
| ---- | ------------------- | ---------- | ---------- |
| 1    | Óscar Freire        | Spanje     | 3u 44' 54" |
| 2    | Francisco Ventoso   | Spanje     | z.t.       |
| 3    | Tadej Valjavec      | Slovenië   | z.t.       |
| 4    | José Joaquín Rojas  | Spanje     | op 2"      |
| 5    | Cadel Evans         | Australië  | op 4"      |
| 6    | Paul Martens        | Duitsland  | z.t.       |
| 7    | José Adrián Bonilla | Costa Rica | z.t.       |
| 8    | Serge Baguet        | België     | z.t.       |
| 9    | Rodrigo García      | Spanje     | z.t.       |
| 10   | Luis Pasamontes     | Spanje     | z.t.       |

### 3e etappe
| rang | renner                | land      | tijd       |
| ---- | --------------------- | --------- | ---------- |
| 1    | Max van Heeswijk      | Nederland | 3u 57' 34" |
| 2    | Óscar Freire          | Spanje    | z.t.       |
| 3    | José Joaquín Rojas    | Spanje    | z.t.       |
| 4    | Aleksandr Chatoentsev | Rusland   | z.t.       |
| 5    | Francisco Ventoso     | Spanje    | z.t.       |
| 6    | Luis Pasamontes       | Spanje    | z.t.       |
| 7    | Rodrigo García        | Spanje    | z.t.       |
| 8    | Koldo Fernández       | Spanje    | z.t.       |
| 9    | Francisco Mancebo     | Spanje    | z.t.       |
| 10   | Tadej Valjavec        | Slovenië  | z.t.       |

### 4e etappe
| rang | renner             | land                | tijd       |
| ---- | ------------------ | ------------------- | ---------- |
| 1    | Tom Boonen         | België              | 4u 32' 07" |
| 2    | Danilo Napolitano  | Italië              | z.t.       |
| 3    | Koldo Fernández    | Spanje              | z.t.       |
| 4    | Óscar Freire       | Spanje              | z.t.       |
| 5    | José Joaquín Rojas | Spanje              | z.t.       |
| 6    | Manuele Mori       | Italië              | z.t.       |
| 7    | Gorik Gardeyn      | België              | z.t.       |
| 8    | Mikel Gaztañaga    | Spanje              | z.t.       |
| 9    | Roger Hammond      | Verenigd Koninkrijk | z.t.       |
| 10   | Marcus Burghardt   | Duitsland           | z.t.       |

### 5e etappe
| rang | renner            | land                | tijd       |
| ---- | ----------------- | ------------------- | ---------- |
| 1    | Óscar Freire      | Spanje              | 4u 34' 19" |
| 2    | Koldo Fernández   | Spanje              | op 2"      |
| 3    | Manuele Mori      | Italië              | z.t.       |
| 4    | Francisco Ventoso | Spanje              | z.t.       |
| 5    | Tadej Valjavec    | Slovenië            | z.t.       |
| 6    | Roger Hammond     | Verenigd Koninkrijk | z.t.       |
| 7    | Linus Gerdemann   | Duitsland           | z.t.       |
| 8    | Alberto Benitez   | Spanje              | z.t.       |
| 9    | Francisco Mancebo | Spanje              | z.t.       |
| 10   | Dario Cioni       | Italië              | z.t.       |

## Eindklassementen

### Algemeen klassement
| Plaats    | Naam              | Ploeg                  | Tijd      |
| --------- | ----------------- | ---------------------- | --------- |
| Rode trui | Óscar Freire      | Rabobank               | 20u20'55" |
| 2         | Dario Cioni       | Predictor-Lotto        | + 1"      |
| 3         | Tadej Valjavec    | Lampre-Fondital        | + 2"      |
| 4         | Francisco Ventoso | Saunier Duval-Prodir   | z.t.      |
| 5         | Koldo Fernández   | Euskaltel-Euskadi      | + 6"      |
| 6         | Francisco Mancebo | Relax-GAM              | z.t.      |
| 7         | Roger Hammond     | T-Mobile Team          | z.t.      |
| 8         | Luis Pasamontes   | Unibet.com             | z.t.      |
| 9         | Linus Gerdemann   | T-Mobile Team          | z.t.      |
| 10        | Rodrigo García    | Fuerteventura-Canarias | z.t.      |
|           |                   |                        |           |
| 17        | Laurens ten Dam   | Unibet.com             | + 25"     |
| 26        | Serge Baguet      | Quick Step-Innergetic  | z.t.      |

### Puntenklassement
| Plaats      | Naam               | Ploeg                | Punten |
| ----------- | ------------------ | -------------------- | ------ |
| Blauwe trui | Óscar Freire       | Rabobank             | 100    |
| 2           | Francisco Ventoso  | Saunier Duval-Prodir | 60     |
| 3           | José Joaquín Rojas | Caisse d'Epargne     | 54     |

### Bergklassement
| Plaats      | Naam                 | Ploeg                | Punten |
| ----------- | -------------------- | -------------------- | ------ |
| Paarse trui | José Alberto Benítez | Saunier Duval-Prodir | 12     |
| 2           | Beñat Albizuri       | Euskaltel-Euskadi    | 9      |
| 3           | Dario Cioni          | Predictor-Lotto      | 6      |

### Sprintklassement
| Plaats     | Naam             | Ploeg             | Punten |
| ---------- | ---------------- | ----------------- | ------ |
| Witte trui | Marcus Burghardt | T-Mobile Team     | 11     |
| 2          | Antton Luengo    | Euskaltel-Euskadi | 8      |
| 3          | Eric Baumann     | T-Mobile Team     | 5      |

### Combinatieklassement
| Plaats      | Naam              | Ploeg                  | Punten |
| ----------- | ----------------- | ---------------------- | ------ |
| Oranje trui | Dario Cioni       | Predictor-Lotto        | 11     |
| 2           | Francisco Ventoso | Saunier Duval-Prodir   | 18     |
| 3           | Rodrigo García    | Fuerteventura-Canarias | 34     |

### Ploegenklassement
| Plaats | Ploeg                  | Tijd      |
| ------ | ---------------------- | --------- |
|        | Fuerteventura-Canarias | 61u03'07" |
| 2      | Saunier Duval-Prodir   | + 1"      |
| 3      | T-Mobile Team          | + 15"     |